# Töchter des Philippus
Die Töchter des Philippus sind eine Gruppe von vier Christinnen, die im Neuen Testament erwähnt werden. Dass die vier Schwestern in der Apostelgeschichte nicht mit Namen benannt werden, entspricht antiken Gepflogenheiten. In der späteren Tradition heißen sie Hermione, Irais, Chariline (alternativ auch: Mariamne) und Euchidia (alternativ auch: Eutychis, Eutychiane).

## Biblische Erwähnung
Die Töchter des Diakons und Evangelisten Philippus waren unverheiratet und wohnten mit ihm zusammen in Caesarea Maritima. Dort traten sie auch als Prophetinnen auf. Paulus von Tarsus fand in ihrem Haus Quartier, als er auf der Durchreise nach Jerusalem war.

## Rezeptionsgeschichte
Weitere Informationen aus verschiedenen Quellen bietet Eusebius von Caesarea in seiner Kirchengeschichte. So referierte er Clemens von Alexandria, der gegen Gegner der Eheschließung einwandte, auch Simon Petrus habe Kinder gehabt, Paulus sei verheiratet gewesen, und Philippus habe seine Töchter verheiratet. Eusebius zitierte außerdem Bischof Polykrates von Ephesus, der den Diakon Philippus mit dem Apostel gleichen Namens identifizierte. Polykrates wusste nur von drei Töchtern des Philippus; zwei seien ebenso wie ihr Vater in Hierapolis begraben, die dritte Tochter in Ephesus.
Origenes wandte sich gegen die führende Rolle von Frauen in der montanistischen Bewegung und verwies auf 1 Kor 14,34 . Freilich seien die Töchter des Philippus Prophetinnen gewesen (das stand ja in der Bibel), aber sie seien eben nicht öffentlich aufgetreten. Im gleichen Sinn gestand Didymus der Blinde den vier Töchtern des Philippus zu, Prophetinnen zu sein; aber öffentliche Auftritte und Bücherschreiben seien ihnen verwehrt.
Hieronymus stellte eine Beziehung zwischen der Jungfräulichkeit und der prophetischen Begabung her und empfahl die vier Töchter des Philippus als Vorbilder im asketischen Leben.
In byzantinischer Zeit wurde eine der Töchter des Philippus als Märtyrerheilige Hermione von Ephesos verehrt, ihre Schwester soll Eutychis geheißen haben. Die Hermione-Tradition ist allerdings erst spät bezeugt. Die Gräber von Irais und Chariline befanden sich nach ebenfalls später Tradition in Hierapolis.